# Burg Nieder-Modau
Die Burg Nieder-Modau ist eine abgegangene Höhenburg auf dem Schloßberg bei Modau (Ober-Ramstadt), heute ein Stadtteil von Ober-Ramstadt im Landkreis Darmstadt-Dieburg in Hessen.

## Lage
Die Burg lag auf dem kegelförmigen, ca. 280 Meter hohen, damals unbewaldeten Schloßberg nördlich von Nieder-Modau und südlich von Ober-Ramstadt, ungefähr 12 Kilometer südöstlich von Darmstadt im Gebiet des vorderen Odenwaldes. Der Schlossberg wird hier von der Modau in einer halben Schleife von Südwesten nach Norden an der steilen Westflanke umflossen. Im Osten lief der Schlossberg flacher aus; hier floss vom gleichnamigen Ort der Rohrbach östlich um den Berg herum und mündete nördlich in die Modau. Östlich liegen steilere Gräben und Rinnen, möglicherweise Reste eines früheren Steinbruches.

## Geschichte

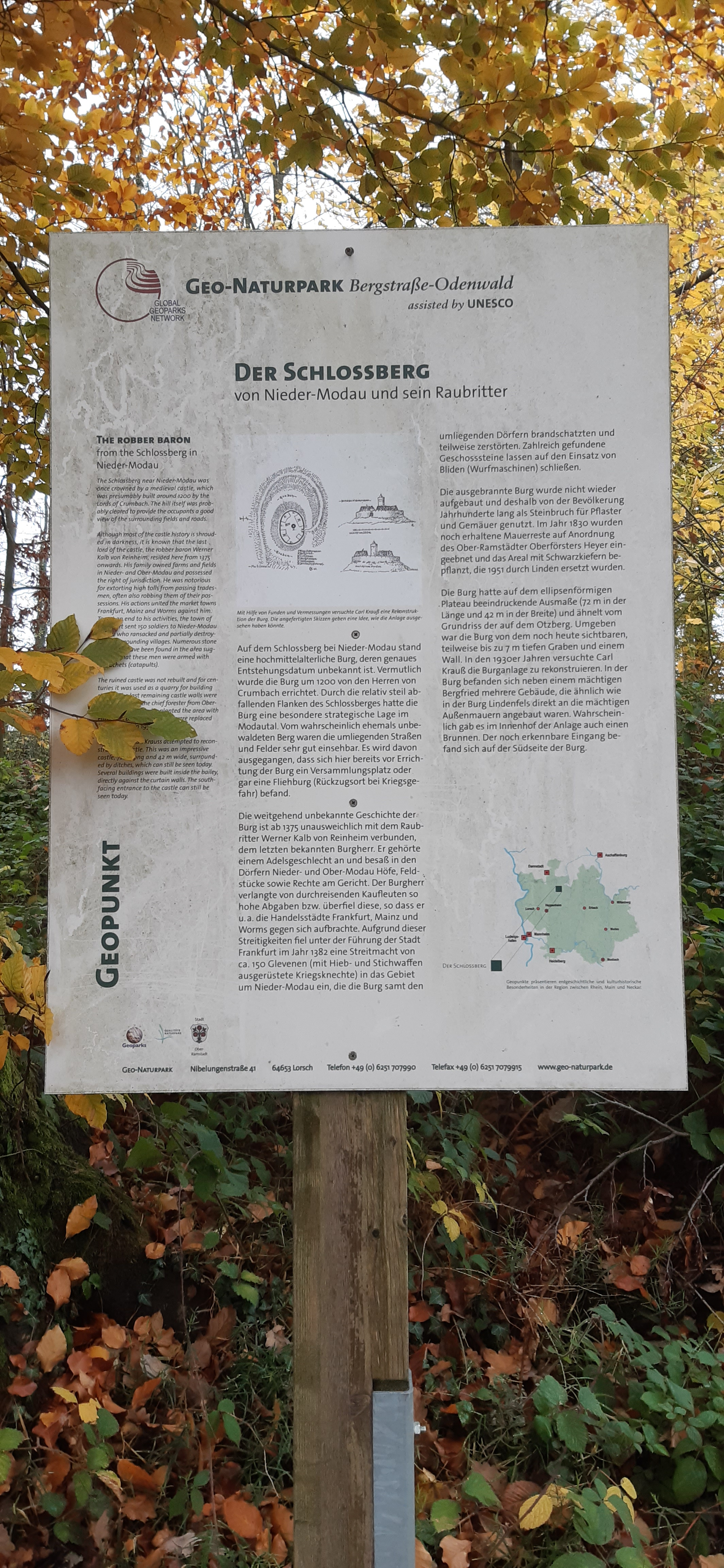
Informationstafel am Aufgang zum Burggraben im Süden

Die Entstehung der bis heute namenlosen und urkundlich nicht fassbaren Burg kann bisher nicht genau datiert werden. Eine der Vermutungen lautet, dass sie um 1200 von den Herren von Crumbach errichtet worden sein muss. Auch ein Burgenbau durch den Ortsadel wird vermutet. 1247 wird ein Gerhardus de Muda als Burgmann auf der nahen katzenelnbogischen Burg Auerberg beurkundet. Klar ist, dass die Burg nur im Auftrag der damaligen katzenelnbogener Landesherren erbaut werden konnte, da das Modautal Teil der Obergrafschaft Katzenelnbogen war.
Der Roßdorfer Geometer Georg Wilhelm Justin Wagner beschrieb im Jahr 1835 die Anlage auf Grund ihrer Überreste wie folgt:

„Die Ebene auf dem Schloßberg hat die Form einer Ellipse, deren lange Axe 284 und deren kurze 184 Fuß lang ist und einen Umfang von 73 1/2 und einen Flächengehalt von 410 Klaftern hat. Diese Fläche scheint von einer Ringmauer umgeben gewesen zu sein, wenigstens finden sich an einzelnen Stellen noch Reste dieser sehr festen und dicken Mauer, die theilweise noch einige Fuß Uber dle Erde hervorragt, Diese Mauer ist nach außen hin von einem Graben begrenzt, der Jetzo noch, nach der Mauerseite, eine Tiefe von 20 Fuß hat.“

Mauerfundamente der Gebäude innerhalb des Areals waren zu diesem Zeitpunkt noch zu sehen.
Die Burg wurde angeblich zwischen 1379 und 1382 im Zuge regionaler Konflikte des Löwenbundes mit der Stadt Frankfurt zerstört, es gibt aber keine Belege dazu. Letzter Burgherr war angeblich Ritter Werner Kalb aus Reinheim, der als Raubritter in die Geschichtsbücher einging. Rund um den Schlossberg wurden zahlreiche Geschosssteine gefunden, die vermuten lassen, dass die Angreifer und auch die Verteidiger Bliden einsetzten. Die Ruine der Burg diente danach jahrhundertelang als Steinbruch.
Schon 1576 war der Burgstall nur noch als Flurbezeichnung „Alte Burg“ in Erinnerung.
Fundamente der Ringmauer wurden 1827 bei Grabungen freigelegt, Steine der Gebäudefundamente im Innern der Burg wurden für den Straßenbau ausgerissen. 1830 ließ der Oberförster Friedrich Heyer die noch übrig gebliebenen Mauerreste entfernen, die Fläche wurde eingeebnet und mit Schwarzkiefern aufgeforstet. Diese wurden 1953/54 gefällt und durch Linden ersetzt. Die Wälle und der südliche Zugang zur Burg lassen sich noch heute im Gelände gut ausmachen.

## Beschreibung
Nach den Beschreibungen von Georg Wilhelm Justin Wagner kann die Anlage als eine Höhenburg mit umlaufender, Südwest nach Nordost ausgerichteter, elliptischer Ringmauer und einem tiefen vorgelagerten Graben beschrieben werden. Ihr Umfang lässt sich für den Graben mit etwa 265 Meter bestimmen, die Burgfläche beträgt etwas mehr als 5000 Quadratmeter. Fundamentreste ließen den Schluss mehrerer Burggebäude zu; runde Fundamente ließen ihn einen Bergfried schlussfolgern. Gebrannter Lehm, Hohlziegel und behauene Sandsteine scheinen die typischen Fachwerkgebäude auf gemauerten Fundamenten zu belegen. Gefundene Lanzen- und Pfeilspitzen nebst Knochenfunden von Damm- und Rehwild, Schweinen, Hasen und Kleinstvögeln belegen die gehobene Ernährung auf der mittelalterlichen Burg. Wagner belegt die Zerstörung der Burg mit verkohlten Balkenresten und vielen Brandstellen an den Fundamentresten. Er beschreibt außerdem auf der Burg den Eingang eines unterirdischen Ganges in Richtung der sogenannten Alten Schloßmühle. Die Mühle war vermutlich zur Versorgung der Burg angelegt, wurde aber erst 1486 urkundlich erwähnt.

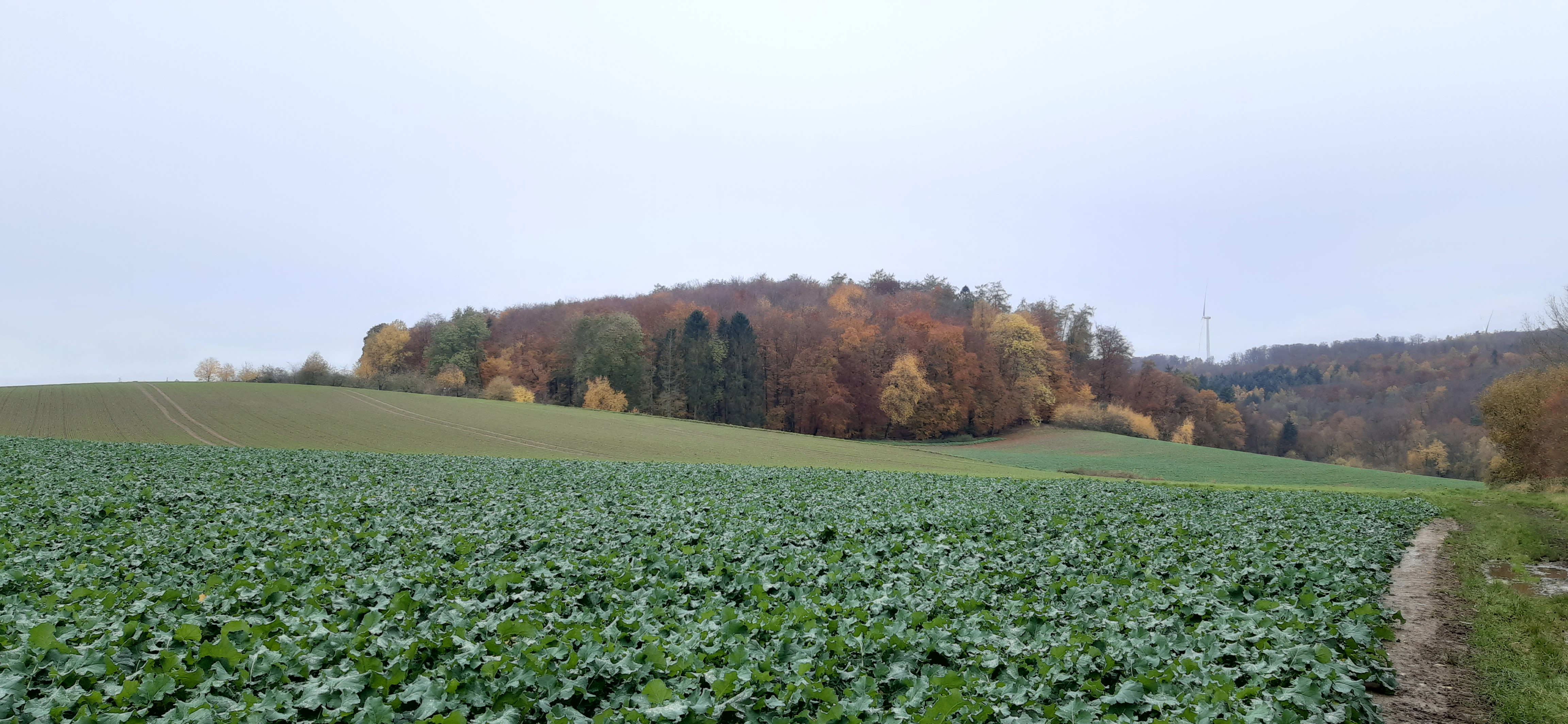
Blick aus Südosten zum Schlossberg mit dem Burgstall
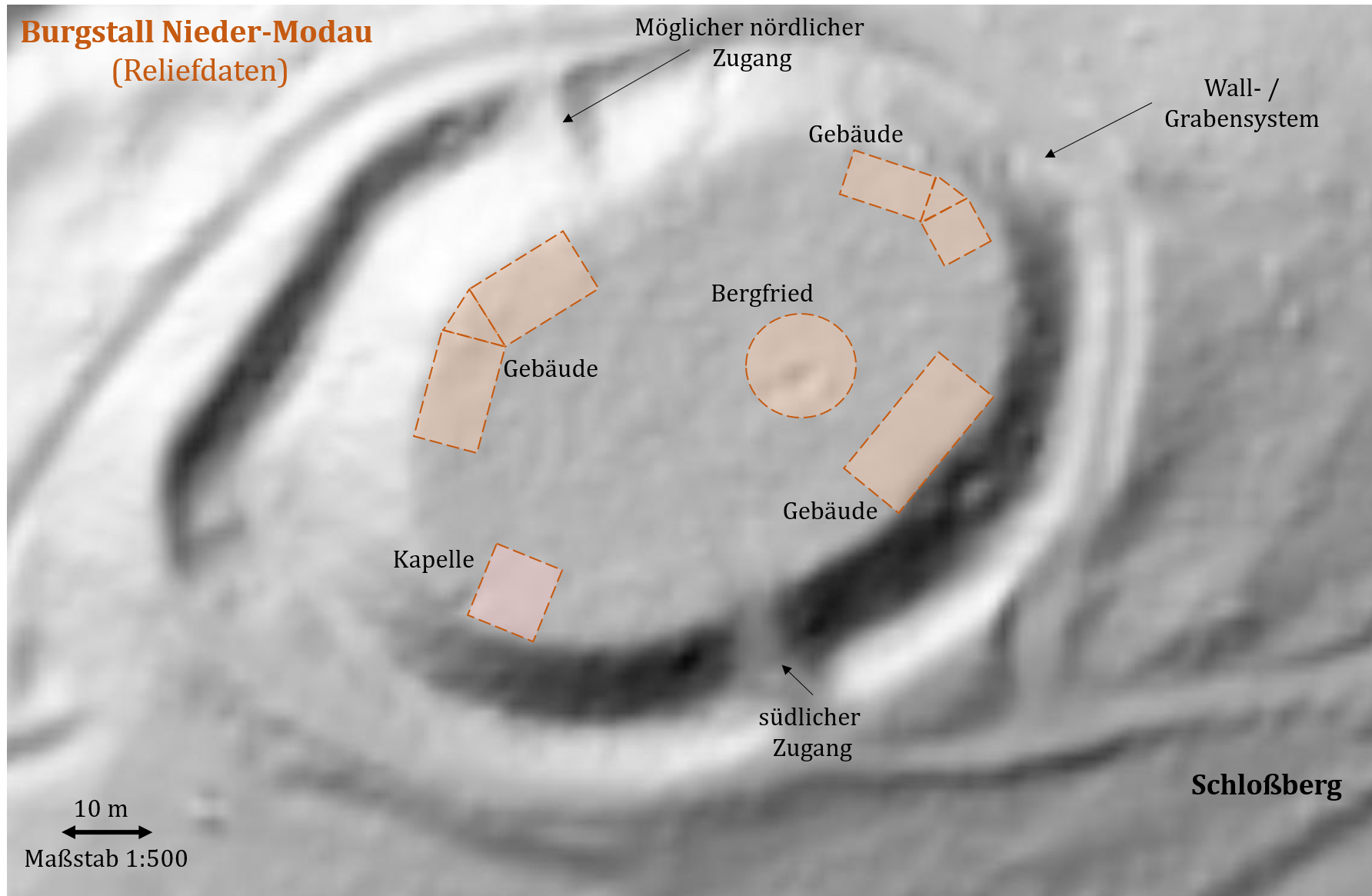
Relief vom Burgstall mit Bauten nach Wagner[13] und Krahe
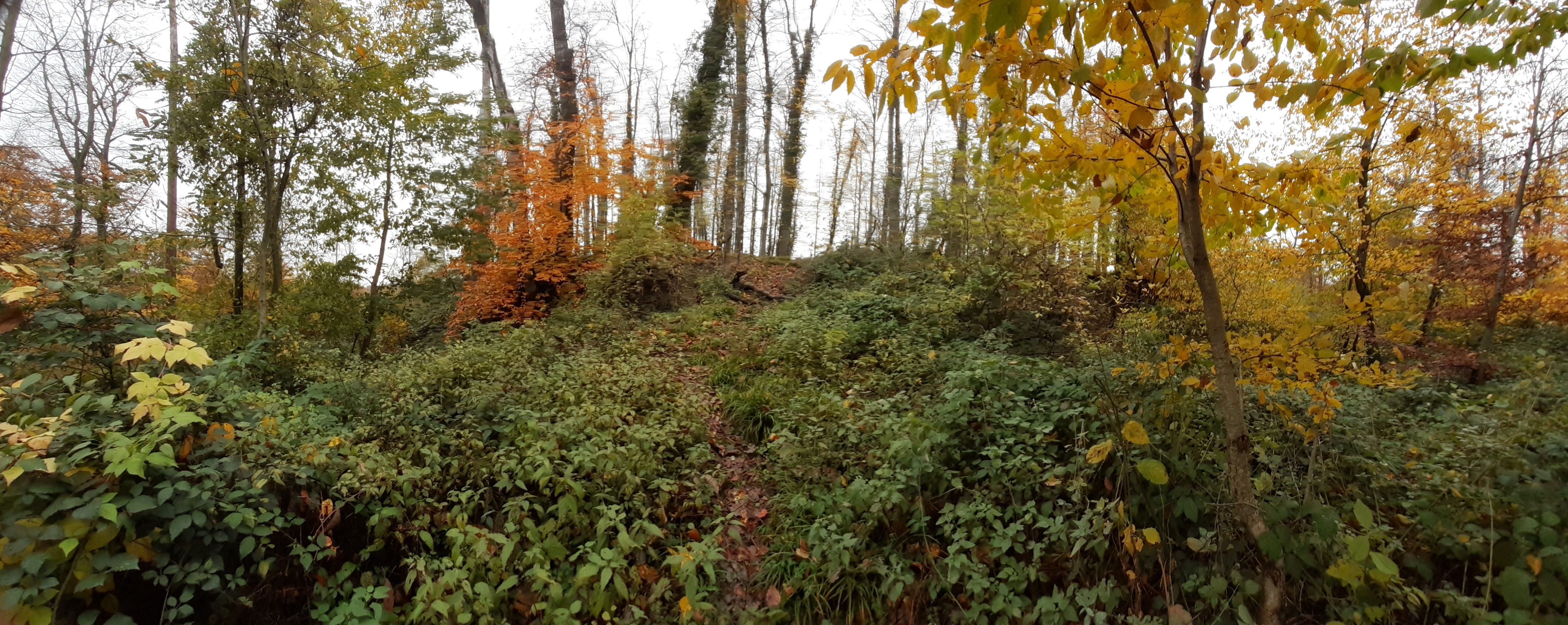
Über den Burggraben aufgeschütteter Zugang im Süden
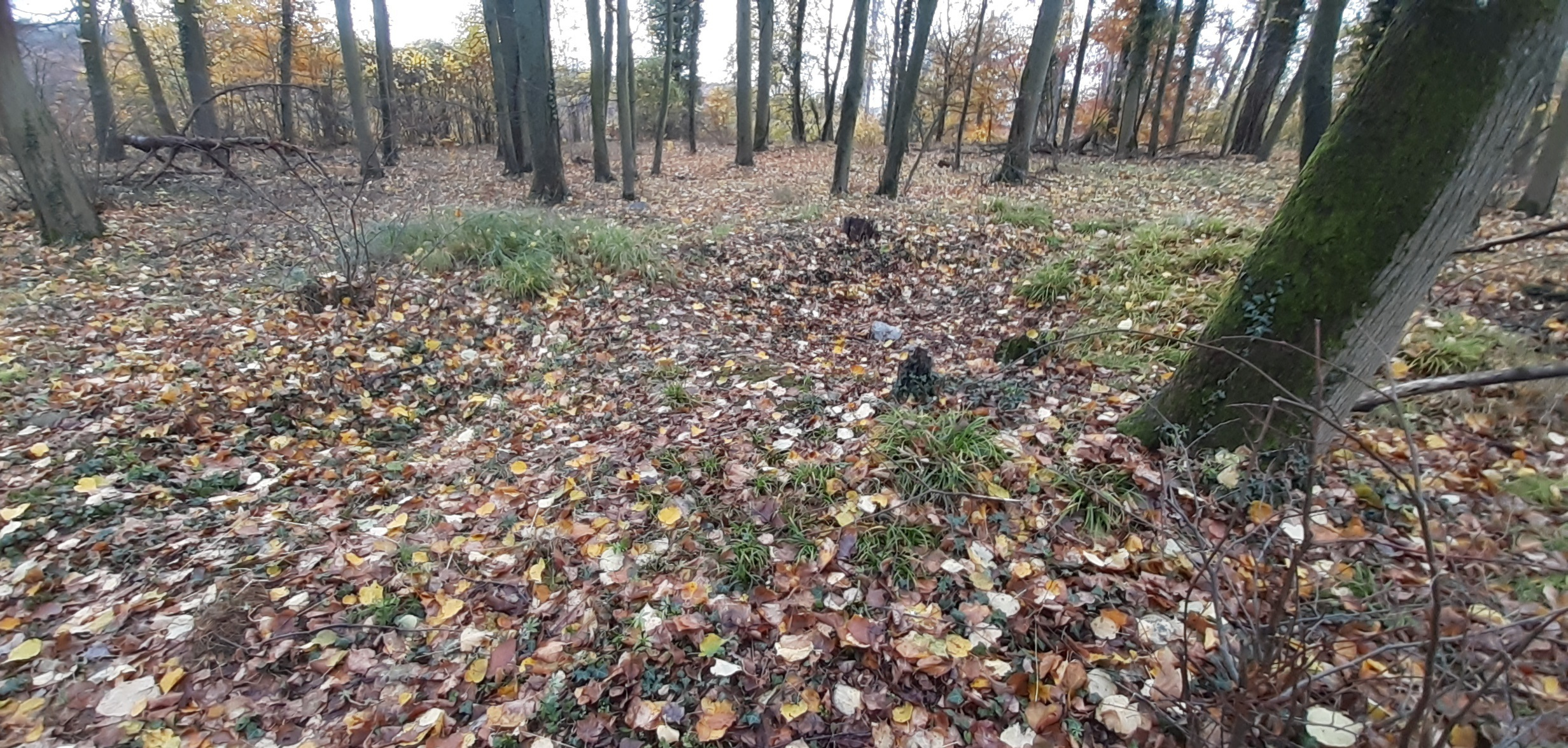
Burgstall, Vertiefung mittig: ehem. Standort des Bergfriedes
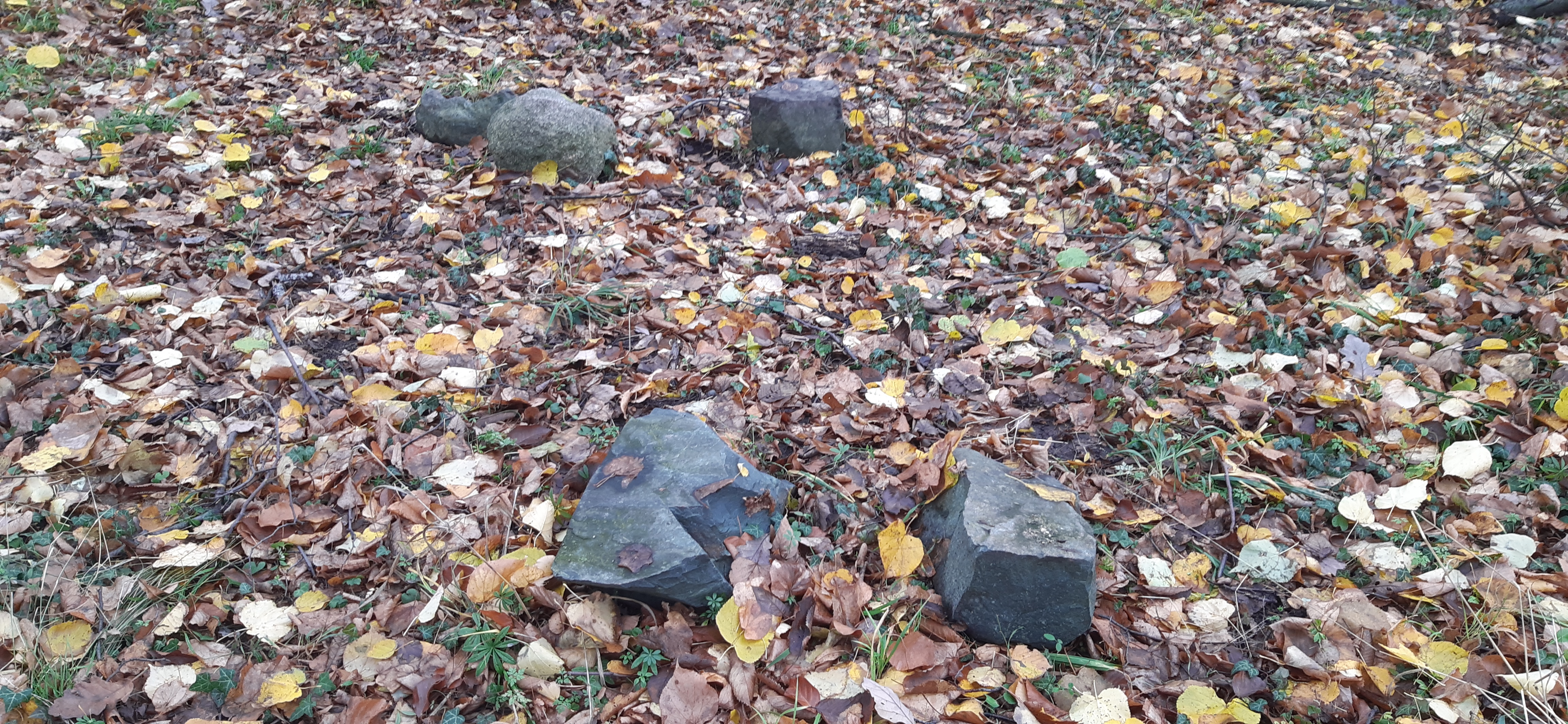
Steine (Basalt, vermutlich von Gebäuden) und halbzerstörte Blidenkugel (heller, Granit) auf dem Burgplateau
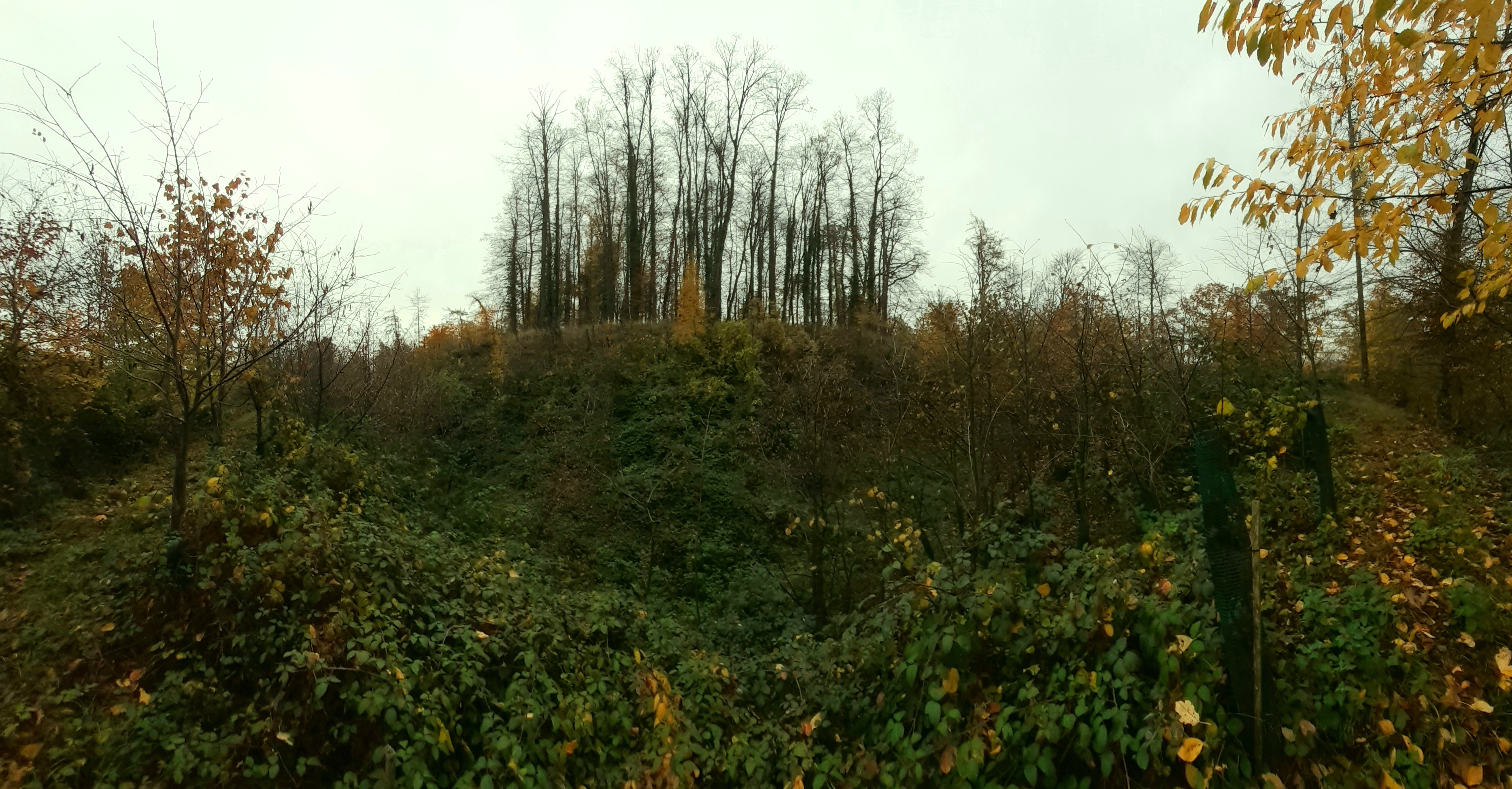
Panorama des Burgstalles vom Burggraben im Westen
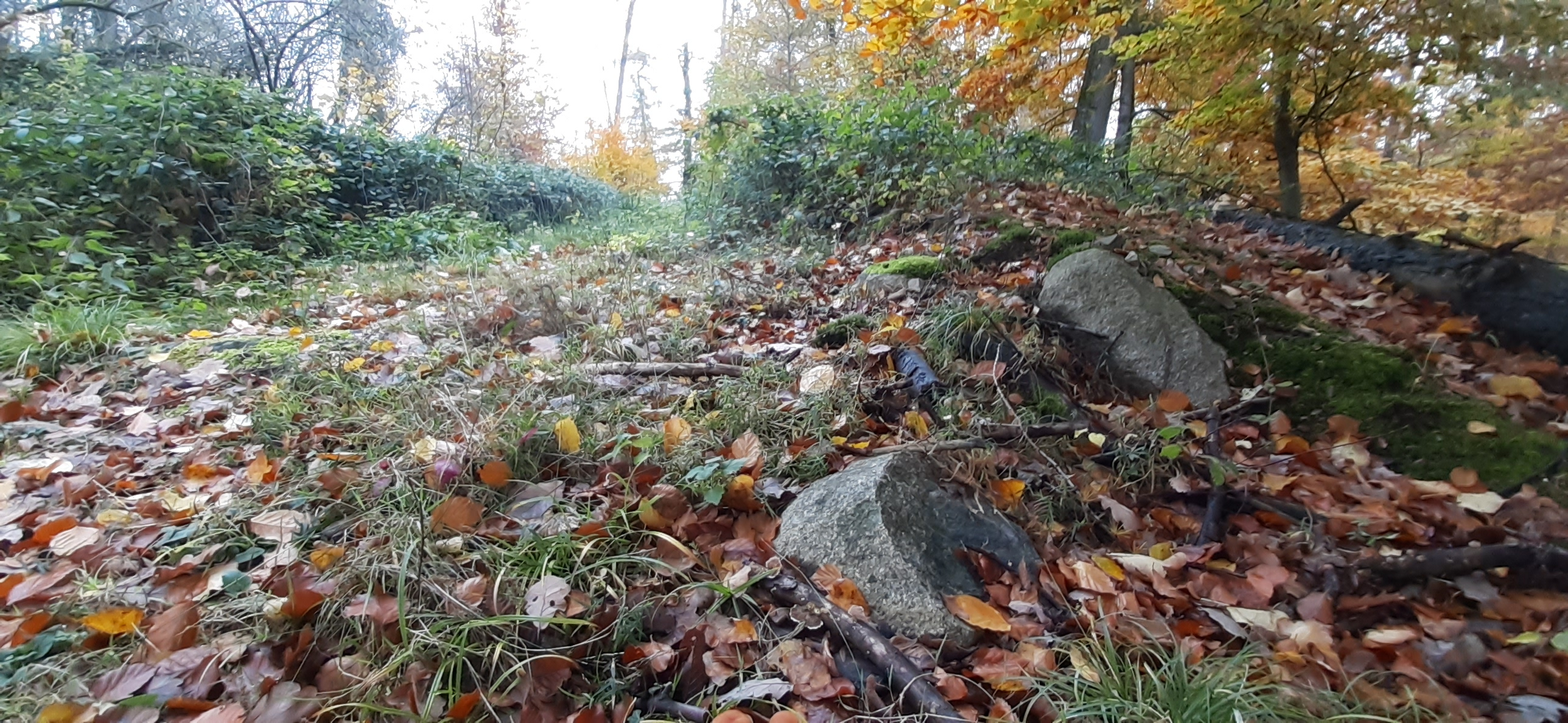
Der flachere Burggraben im Nordosten mit großen Steinen im äußeren Burgwall